# Наливайкове (заказник)
Наливайкове — гідрологічний заказник місцевого значення. Об'єкт розташований на території Звенигородського району Черкаської області, село Моринці.
Площа — 0,3 га, статус отриманий у 2000 році.
Охороняється джерело в листяному насадженні, красивий ландшафт.